# Linus Engelmann
Linus Jonas Engelmann (* 1. Februar 2002) ist ein deutscher Volleyballspieler.

## Karriere
Engelmann begann seine Karriere beim USC Konstanz, mit dem er 2017/18 in der 3. Liga Süd spielte. Mit einem Doppelspielrecht war er ab 2016 auch aktiv bei den Volley Youngstars Friedrichshafen, dem Nachwuchsteam des VfB Friedrichshafen. Mit dem Team spielte er bis 2021 in der zweiten Bundesliga Süd. In der Saison 2020/21 hatte er ein Doppelspielrecht für das Erstliga-Team. In der Saison 2021/22 spielte der Außenangreifer hauptsächlich beim Nord-Zweitligisten USC Braunschweig. Parallel kam er mit Doppelspielrecht auch schon beim Erstligisten Helios Grizzlys Giesen zum Einsatz. In der Saison 2022/23 gehörte er fest zu den Helios Grizzlys. Mit dem Verein erreichte er im DVV-Pokal 2022/23 das Halbfinale und in den Bundesliga-Playoffs das Viertelfinale. 2023 wechselte Engelmann zum Ligakonkurrenten Energiequelle Netzhoppers KW. Die Netzhoppers schieden 2023/24 im Pokal-Achtelfinale aus und wurden in der Bundesliga-Hauptrunde Letzter. Auch 2024/25 spielt Engelmann für den Verein.
Seit 2016 spielt Engelmann einige Nachwuchswettbewerbe und unterklassige Turniere im Beachvolleyball.